# Соловьяненко, Анатолий Анатольевич
Анатолий Анатольевич Соловья́ненко (род. 27 апреля 1980 года, Киев, Украинская ССР, СССР) — украинский театральный режиссёр, главный режиссер Национального академического театра оперы и балета Украины имени Т. Г. Шевченко в Киеве. Младший сын оперного певца А. Б. Соловьяненко. Народный артист Украины (2008). Лауреат Национальной премии Украины имени Тараса Шевченко (2011).

## Биография
Родился 27 апреля 1980 года в Киеве.
Оперный режиссёр, телеведущий. С 2011 года — главный режиссёр Национальной оперы Украины.
С отличием окончил юридический факультет Киевского Национального университета им. Т. Г. Шевченко. Одновременно изучал театральную режиссуру в Национальном университете культуры и искусств (класс Валерия Пацунова). Занимался вокалом у Виктора Курина. Окончил отделение музыкальной режиссуры Национальной музыкальной академии Украины (класс В. В. Бегмы).
В 2002—2006 годах являлся ведущим программы «Антракт с Анатолием Соловьяненко» на Первом Национальном канале Украины.

## Награды и премии
- Орден князя Ярослава Мудрого ІV степени (23 августа 2021 года) — за значительный личный вклад в государственное строительство, укрепление обороноспособности, социально-экономическое, научно-техническое, культурно-образовательное развитие Украинского государства, весомые трудовые достижения, многолетний добросовестный труд и по случаю 30-й годовщины независимости Украины[2]
- Орден князя Ярослава Мудрого V степени (26 марта 2018 года) — за весомый личный вклад в развитие национальной культуры и театрального искусства, значительные творческие достижения, высокое профессиональное мастерство и по случаю Международного дня театра[3].
- Орден «За заслуги» І степени (27 марта 2015 года) — за весомый личный вклад в развитие национальной культуры и театрального искусства, значительные творческие достижения, высокое профессиональное мастерство и по случаю Международного дня театра[4].
- Орден «За заслуги» ІІ степени (20 января 2010 года) — за весомый личный вклад в дело консолидации украинского общества, перестройку демократического, социального и правового государства и по случаю Дня Соборности Украины[5].
- Орден «За заслуги» ІІІ степени (23 марта 2006 года) — за весомый личный вклад в развитие национальной культуры и искусства, весомые творческие достижения и высокий профессионализм[6].
- Кавалер ордена Звезды Италии (27 декабря 2014 год, Италия)[7].
- Орден Чести (2006 год, Грузия).
- Народный артист Украины (27 марта 2008 года) — за весомый личный вклад в развитие украинского театрального искусства, весомые творческие достижения и высокий профессионализм и по случаю Международного дня театра[8].
- Заслуженный деятель искусств Украины (2002).
- Почётный гражданин Киева (2024)[9].
- Национальная премия Украины имени Тараса Шевченко (4 марта 2011 года) — за оперу В.Беллини «Норма» Национального академического театра оперы и балета Украины имени Т. Г. Шевченко[10].
- Почётная грамота Кабинета Министров Украины.
- Почётная грамота Верховной Рады Украины.